# Grupo Rede Amazônica
O Grupo Rede Amazônica é um conglomerado de empresas brasileiro sediado em Manaus, capital do estado do Amazonas e de propriedade do empresário Phelippe Daou Jr.. Tem entre suas principais subsidiárias a Rede Amazônica, rede de televisão regional afiliada à TV Globo.

## Empresas

### Comunicação

#### Televisão
- Rede Amazônica
  - Rede Amazônica Manaus
  - Rede Amazônica Manacapuru
  - Rede Amazônica Itacoatiara
  - Rede Amazônica Parintins
  - Rede Amazônica Humaitá
  - Rede Amazônica Coari
  - Rede Amazônica Rio Branco
  - Rede Amazônica Cruzeiro do Sul
  - Rede Amazônica Macapá
  - Rede Amazônica Porto Velho
  - Rede Amazônica Cacoal
  - Rede Amazônica Ji-Paraná
  - Rede Amazônica Vilhena
  - Rede Amazônica Ariquemes
  - Rede Amazônica Boa Vista
  - Rede Amazônica Rorainópolis
- Amazon Sat

#### Rádio
- CBN Amazônia
  - CBN Amazônia Manaus
  - CBN Amazônia Manacapuru
  - CBN Amazônia Itacoatiara
  - CBN Amazônia Belém
  - CBN Amazônia Rio Branco
  - CBN Amazônia Macapá
  - CBN Amazônia Guajará-Mirim

### Outras empresas
| Iniciativa                         | Descrição |
| ---------------------------------- | --- |
| Alva da Amazônia Indústria Química | Empresa coligada responsável pelo fabricação de produtos de limpeza localizada no polo industrial de Manaus. |
| Amazonas Energia Solar             | Criada em 1989 para produzir energia que possibilitasse a instalação de retransmissoras no interior dos estados servidos pela rede. |
| Amazonas Publicidade Distribuidora | Distribui as publicações da Editora Abril em Manaus e Porto Velho. |
| Estúdio Amazônico de Radiodifusão  | Cujo nome fantasia é Studio 5, insígnia que compreende um centro de convenções (Studio 5 Centro de Convenções) e um shopping center (Studio 5 Festival Mall), localizados em Manaus, para além da Rádio Mall que serve de suporte ao espaço comercial.                                       |
| Fundação Rede Amazônica            | Foi criada a 22 de março de 1985, com o propósito de ministrar cursos de formação profissional na área de comunicação, sendo responsável pela gestão do Museu da Rede Amazônica (fundado a 18 de abril de 2002) e pela Rádio Fusão, uma web-rádio que serve de apoio aos cursos da fundação. |
| Grupo Amazônia Cabo                | Gere o canal Amazon Sat, a rádio CBN Amazônia e o Portal Amazônia, um portal de notícias e entretenimento do grupo, lançado a 5 de julho de 2001, com abrangência sobre a Amazônia Legal e Amazônia Internacional, congregando informação de outras empresas do grupo.                       |

### Extintas
- Rede Amazônica Jaru
- Rede Amazônica Tefé
- Rede Amazônica Boca do Acre
- Rede Amazônica Guajará-Mirim
- Rede Amazônica Tabatinga
- CBN Amazônia Porto Velho
- Rádio Echos da Amazônia